# I. Mendo portugál gróf
I. Mendo portugál gróf (Menendo Gonçalves, a különböző forrásokban Hermenegildo Gonçalves, illetve Hermenegildo Gonsalves Betotes, (898? – 928 vagy 950) Guimarães 2. grófja (925?-től haláláig). Apja, Gonçalo Afonso Betotes galiciai nemes, Deza grófja, anyja Tereza Eris de Lugo volt.
Valamikor uralomra kerülése (924) után, de legkésőbb (926-ban) vette feleségül Mumadona Diast, az Ibériai-félsziget az idő tájt egyik leggazdagabb asszonyát (900? – 968), aki édesanyja Onega Lucides lemondásával vált a Vímara-ház fejévé. Nő lévén Mumadona (akárcsak korábban Onega) nem Portucale, hanem „Guimarães grófnője” lett, és a házassággal Menendo Gonçalves „Guimarães grófjává” vált. Emiatt egyes források nem őt, hanem a 999–1008 között uralkodott Mendo Gonçalvest tekintik I. Mendo portugál grófnak – ő a mi számozásunkban a II. sorszámot kapta.
Az első portugál grófság élére kerülve Deza grófjának címét is megtartotta.
Nemcsak életéről, de haláláról is rendkívül keveset tudunk. Egyes források szerint már 928-ban meghalt, és ezután Mumadona egyedül uralkodott a grófságban. Mások szerint csak 950-ben halt meg – annyi azonban bizonyos, hogy Mumadona ez évben lemondott a grófságról, és birtokait felosztotta fiaik között, akik közül név szerint kettőt ismerünk:
- Paio Gonçalves (900-?) lett Deza grófja;
- Gonzalo Mendes (920?–985) lett Portugália grófja (950–985).